# 외국인
외국인(外國人, 영어: Foreigner) 또는 이방인(異邦人)은 거주 또는 체류하는 국가의 국적을 가지지 않은 사람을 뜻하며, 법률상의 지위는 원칙적으로 그 국가의 국민과 동일하지만 참정권, 광업 소유권, 출입국 따위와 관련된 법적 권리에서는 제한을 받는다.

## 대한민국
국내 체류 외국인 수가 따르면 2000년 9월 50만명, 2007년 9월 1백만 명, 2013년 150만 명, 2016년 200만 명, 2019년 250만 명을 돌파하였다가, 2020년 코로나19 여파로 감소되었고, 2022년 조금 증가되고 있다. 체류별 국적은 중국, 베트남, 태국, 미국, 캐나다, 러시아, 우즈베키스탄, 필리핀, 일본, 기타(여러 나라) 등이 있다.

### 외국인의 기본권 주체성
- 불법체류 중인 외국인들이라 하더라도, 불법체류라는 것은 관련 법령에 의하여 체류자격이 인정되지 않는다는 것일 뿐이므로, ‘인간의 권리’로서 외국인에게도 주체성이 인정되는 일정한 기본권에 관하여 불법체류 여부에 따라 그 인정 여부가 달라지는 것은 아니다[4]
- 근로관계가 형성되기 전단계인 특정한 직업을 선택할 수 있는 권리는 국가정책에 따라 법률로써 외국인에게 제한적으로 허용되는 것이지 헌법상 기본권에서 유래되는 것은 아니다[5]
- 변호인의 조력을 받을 권리는 성질상 인간의 권리에 해당되므로 외국인도 주체가 된다[6]
- 출입국관리 법령에 따라 취업활동을 할 수 있는 체류자격을 받지 아니한 외국인 근로자도 ｢노동조합 및 노동관계조정법｣상의 근로자성이 인정되면, 노동조합을 설립하거나 노동조합에 가입할 수 있다.[7]

## 같이 보기
- 귀화
- 외국어
- 대한민국 내 외국인 현황